# Canthon brunnipennis
Canthon brunnipennis är en skalbaggsart som beskrevs av Schmidt 1922. Canthon brunnipennis ingår i släktet Canthon och familjen bladhorningar. Inga underarter finns listade.